# Marquesado de Jaral del Berrio
El marquesado de Jaral del Berrio es un título nobiliario español creado por el rey Carlos III, con el vizcondado previo de Santa Ana y San Miguel, en favor de Miguel de Berrio y Zaldívar, ministro honorario del Consejo de Hacienda y decano de la Real Audiencia de México, mediante real decreto del 7 de noviembre de 1774 y despacho expedido el 18 de diciembre del mismo año. Fue rehabilitado en 1923 por el rey Alfonso XIII en favor de María de los Dolores Vivanco y Lebario.
Su denominación hace referencia a la hacienda de San Diego de Jaral, en San Felipe, Guanajuato, México.

## Marqueses de Jaral del Berrio
|                                 | Titular                                | Periodo                 |
| Creación por Carlos III         | Creación por Carlos III                | Creación por Carlos III |
| ------------------------------- | -------------------------------------- | ----------------------- |
| I                               | Miguel de Berrio y Zaldívar            | 1774-¿?                 |
| II                              | Mariana de Berrio y de la Campa-Cos    | ¿?-1803                 |
| III                             | Juan Nepomuceno de Moncada y Berrio    | 1803-1850               |
| Rehabilitación por Alfonso XIII |                                        |                         |
| IV                              | María de los Dolores Vivanco y Lebario | 1923-1980               |
| V                               | María Josefa Castellano de Vivanco     | 1980-2010               |
| VI                              | Jaime de Salas Castellano              | 2010-2022               |
| VII                             | Jaime Fernando de Salas Fondevila      | 2023-actual titular     |

## Historia de los marqueses de Jaral del Berrio

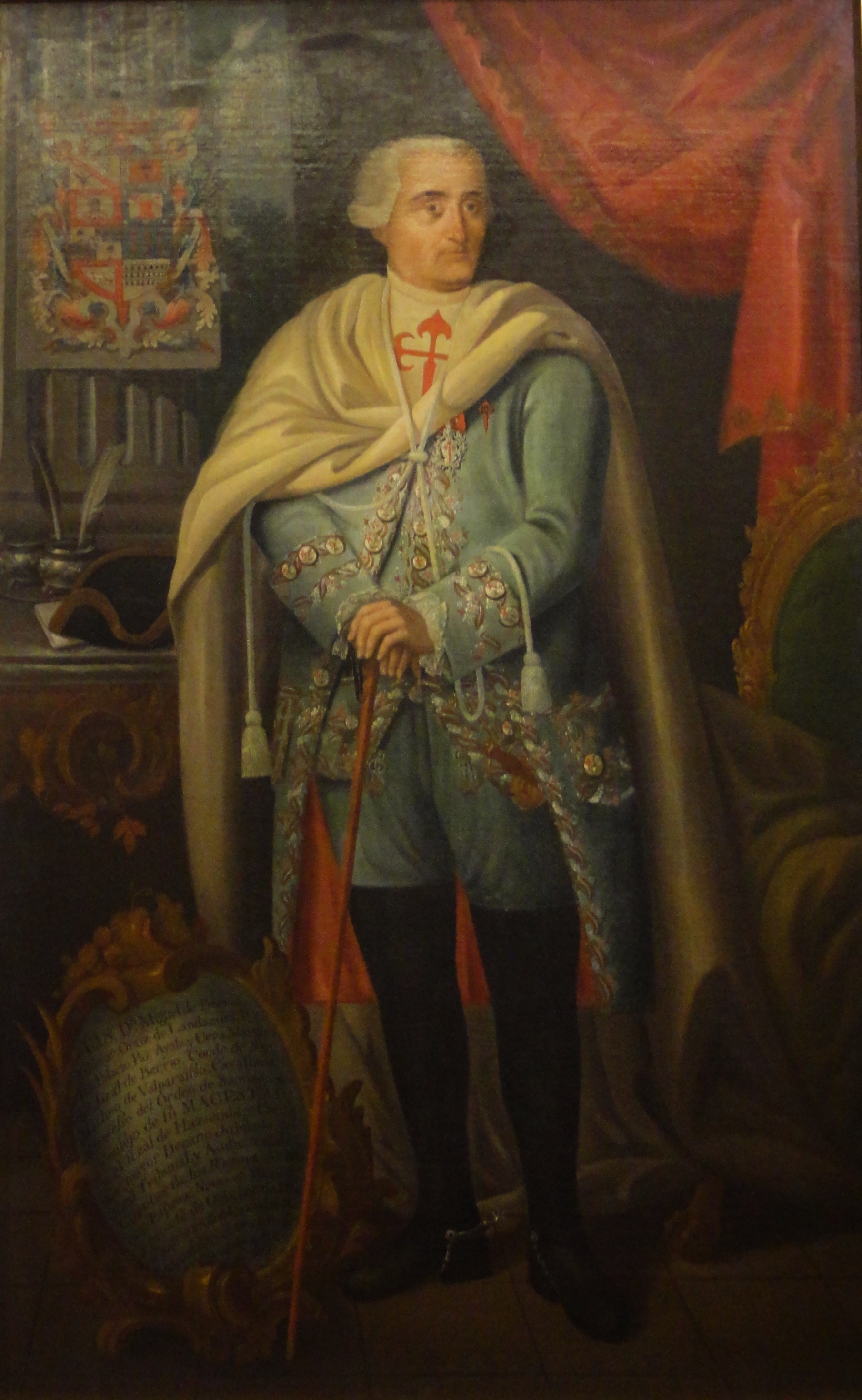
Miguel de Berrio y Zaldívar, I marqués de Jaral del Berrio

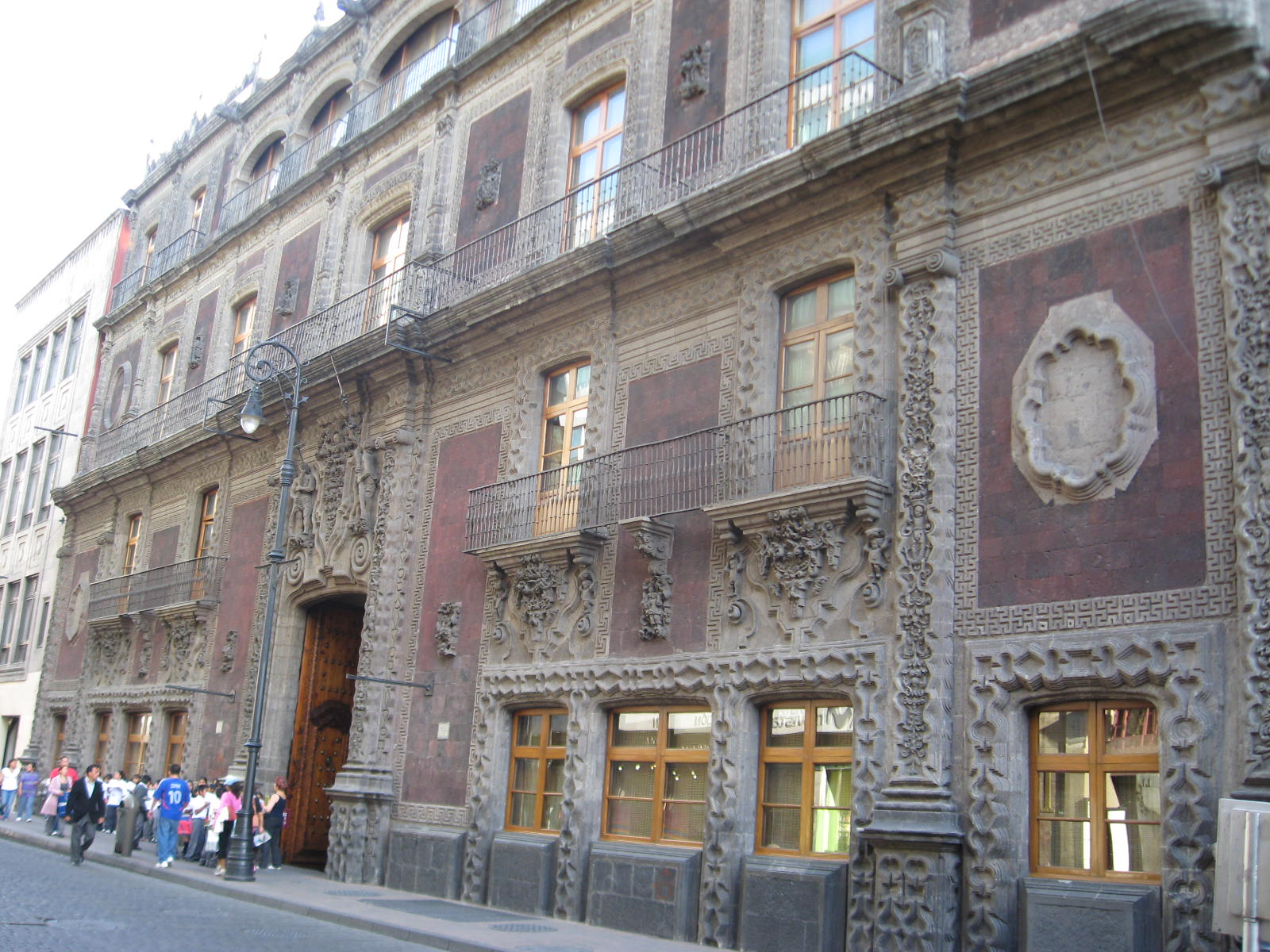
Palacio de los marqueses de Jaral del Berrio, en Ciudad de México.

- Miguel de Berrio y Zaldívar (n. 14 de octubre de 1716), I marqués de Jaral del Berrio, ministro honorario del Consejo de Hacienda, contador mayor, decano y jubilado de la Real Audiencia de México, caballero de la Orden de Santiago y patrono de la Iglesia de San Bernardo Abad de México.[4]

Casó con Ana María de la Campa-Cos y Ceballos, II condesa de San Mateo de Valparaíso. Le sucedió su hija:
- Mariana de Berrio y de la Campa-Cos (1752-1803), II marquesa de Jaral del Berrio.[4]

Casó con Pedro de Moncada y Branciforte, I marqués de Villafont, brigadier de los Reales Ejércitos. Le sucedió su hijo:
- Juan Nepomuceno de Moncada y Berrio (1781-1850), III marqués de Jaral del Berrio, II marqués de Villafont, III conde de San Mateo de Valparaíso.[5]

Casó en primeras nupcias con Antonia María Sesma y Sesma y en segundas con Teodora Hurtado Tapia.
En 1923, el título fue rehabilitado en favor de:
- María de los Dolores Vivanco y Lebario, IV marquesa de Jaral del Berrio.[1]

Casó con Tomás Castellano y Echenique, empresario y diputado a Cortes por el distrito Zaragoza-Borja (1910-1923). Le sucedió, previa orden del 26 de diciembre de 1979 para que se expida la correspondiente carta de sucesión (BOE del 17 de enero de 1980), su hija:
- María Josefa Castellano de Vivanco, V marquesa de Jaral del Berrio.[6][7]

Casó con Jaime de Salas Claver (m. 1 de septiembre de 2004). El 20 de abril de 2010, previa orden del 25 de febrero del mismo año para que se expida la correspondiente carta de sucesión (BOE del 13 de marzo), le sucedió su hijo:
- Jaime de Salas Castellano (4 de enero de 1941-30 de marzo de 2022), VI marqués del Jaral del Berrio, ingeniero técnico agrícola, agricultor.[10]

Casó el 27 de diciembre de 1972 con Clementina Fondevila Santure (n. 1944). Sucedió su hijo:
- Jaime Fernando de Salas Fondevila, VII marqués de Jaral del Berrio.[11]